# Windmotor Jorwerd
De Windmotor Jorwerd is een poldermolen bij het Friese dorp Jorwerd, dat in de Nederlandse gemeente Leeuwarden ligt.

## Beschrijving
De windmotor werd rond 1925 gebouwd. De molen is een niet-maalvaardige Amerikaanse windmotor met achttien bladen van het type Record, die ongeveer 400 meter ten noordoosten van het dorp aan de Jorwerdervaart staat, niet ver van de spoorlijn tussen Leeuwarden en Stavoren. De windmotor is door Wetterskip Fryslân overgedragen aan de Stichting Waterschapserfgoed en niet voor publiek geopend.